# Brabrand Kirke
Brabrand Kirke er sognekirken i Brabrand Sogn. Kirken ligger i Brabrand, ned til Brabrand Sø. På kirkegården ligger bl.a. forfatteren August F. Schmidt, frihedskæmperen Alf Tolboe Jensen og lægen Christoffer Ditlev Hahn begravet.

## Historie
De ældste dele af kirken stammer fra første halvdel af 1200-tallet, men den har muligvis afløst en tidligere trækirke. I 1680 kom patronatsretten til baron Constantin Marselis og senere via dennes enke, Sophia Elisabeth Charisius, til stamhuset Constantinsborg. I 1827 overtog sognets tiendeydere kirken og 1. januar 1911 overgik den til selveje.

## Kirkebygningen
Det oprindelige kor og kirkeskib fra 1200-tallet (orienteret øst-vest med kor mod øst) danner i dag korsarme på kirkens hovedskib (orienteret nord-syd med kor mod syd). De ældste dele blev bygget af kampesten, der i hjørnerne blev tildannet til kvadersten. Kirken blev udvidet i perioden 1300-1500, hvor skibet blev forlænget mod vest og et våbenhus – det nuværende sakristi – tilføjet mod syd. I 1880 blev kirketårnet tilføjet ved Vilhelm Puck.
Det nuværende hovedskib stammer fra 1924-1925, hvor man samtidig erstattede den gamle kirkes træloft med krydshvælv og byggede et nyt våbenhus mod øst.
I kirkens sydmur er der indmuret en velbevaret romansk gravsten med et processionskors i midten. Den latinske tekst omkring korset lyder: "HAC CLAVSVS : PETRA CVM : XRO : REGNET IN : ETHRA" En oversættelse til dansk vil lyde: "Gid den, der ligger indesluttet under denne sten, må herske med Kristus i himlen".

## Inventar
Altertavlen er en renæssancetavle fra 1595, der er blevet ændret i flere omgange. Seneste ved kirkens ombygning i 1924-1925, hvor den blev udstyret med volutknægte, vinger, prydspir og topkugler. Alterbilledet er malet af Jens Hansen-Aarslev i 1895 og forestiller Jesu vandring på søen.
Kirkens alterkalk stammer fra 1551, hvor biskop Ove Bille forærede den til kirken. En mindetavle i egetræ, der siden 1924 har været anbragt under orgelpulpituret, fortæller på latin om dette.
Døbefonten er i romansk stil fra 1200-tallet. Kummen er dekoreret med en båndfletning over en ranke, mens foden er forsynet med en tovstadsarkaderække. Dåbsfadet i tin er fra 1686 og skænket til kirken af Constantin Marselis og Sophia Elisabeth Charisius. Det er udført af gørtleren Hans Nielsen Gotlænder fra Aarhus.
Prædikestolen er fra ca. 1650, og den nuværende bemaling og staffelering stammer sammen med fodstykket i cement fra kirkens ombygning i 1924-1925. På hjørnefelterne ses udskårne træfigurer, der forestiller de fire evangelister og en kvindeherme. Nederst på stolen er der en tekst (skråstreg angiver, at teksten brydes ved hjørner): "1679 den 11 Feb. Loed H./ Søren Nielssen Brabrand m/ed sin kierste dene prædikestoel sta/fere paa egen bekostning".
I våbenhuset hænger et krucifiks, der er udført af Jørgen Glud som et mosaikarbejde. Det blev foræret til kirken i 1974.

## Galleri
- Maleri af Christian David Gebauer ca. 1831 med Brabrand Kirke til venstre i billedet og Brabrand Sø til højre.
- Indgangen til kirken.
- Kirken set fra kirkegården.

## Eksterne kilder og henvisninger
- Wikimedia Commons har flere filer relateret til Brabrand Kirke
- Brabrand Kirke hos KortTilKirken.dk
- Brabrand Kirke hos danmarkskirker.natmus.dk (Danmarks Kirker, Nationalmuseet)